# Pirelli Stadium

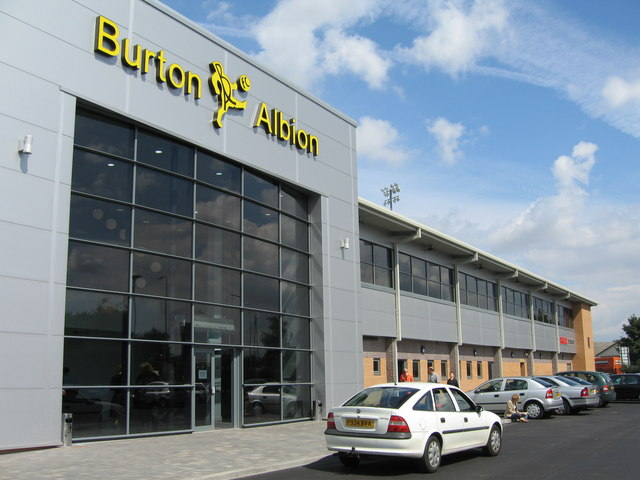
Pirelli Stadium.

Pirelli Stadium är en multiarena i Burton upon Trent i England. Den kan ta 6 250 åskådare och är hemmaarena för Burton Albion.
Arenan invigdes med en vänskapsmatch mellan Burton Albion och Chester City den 16 juli 2005.